# Biophytum soukupii
Biophytum soukupii là một loài thực vật có hoa trong họ Chua me đất. Loài này được Lourteig mô tả khoa học đầu tiên năm 1980 publ. 1981.